# Saint-Denis-de-l’Hôtel
Saint-Denis-de-l’Hôtel – miejscowość i gmina we Francji, w Regionie Centralnym, w departamencie Loiret.
Według danych na rok 1990 gminę zamieszkiwały 2523 osoby, a gęstość zaludnienia wynosiła 99 osób/km² (wśród 1842 gmin Regionu Centralnego Saint-Denis-de-l’Hôtel plasuje się na 147. miejscu pod względem liczby ludności, natomiast pod względem powierzchni na miejscu 479.).